# Cerne Abbas

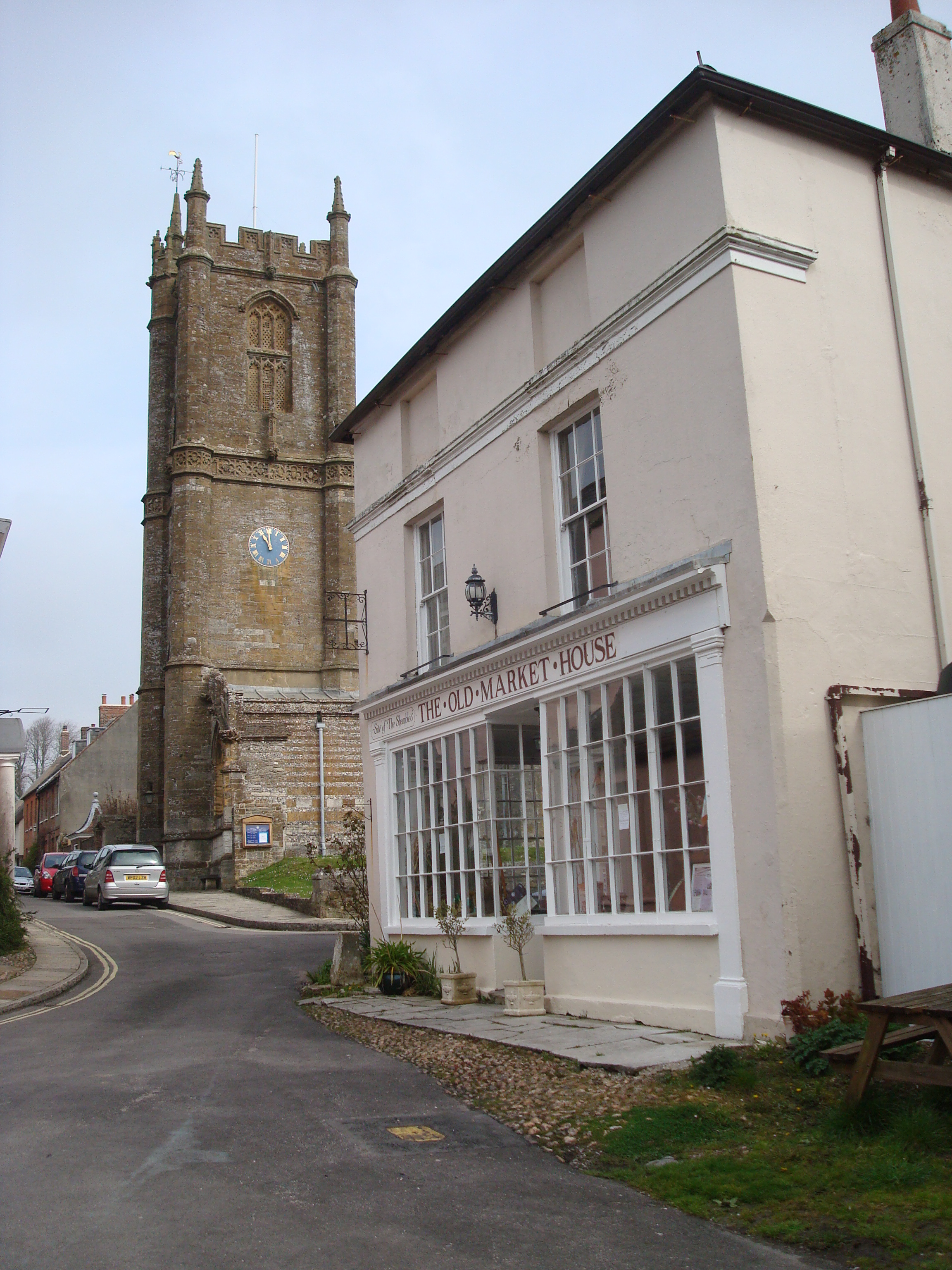
Centro de Cerne Abbas

Cerne Abbas é um vilarejo de Dorset, no sudeste da Inglaterra, notório pela imagem de 60 metros de largura gravada no chão, conhecida como "gigante de Cerne Abbas". Tal imagem representa um homem nu, com o falo ereto, segurando uma clava e é considerada um símbolo espiritual da Antiguidade relacionado à fertilidade. Lá também se encontra uma pintura gigante na forma de Homer Simpson.